# ルドー
ルドー (Ludo、ルードやルドとも) は、2人から4人で遊ぶボードゲームである。プレイヤーは1つのサイコロの出目に従って4つのコマをスタートからゴールまで進ませて競う。インドのゲームであるパチーシを起源とする。このゲームや派生したゲームは多くの国で人気があり、様々な名称で呼ばれている。

## 歴史

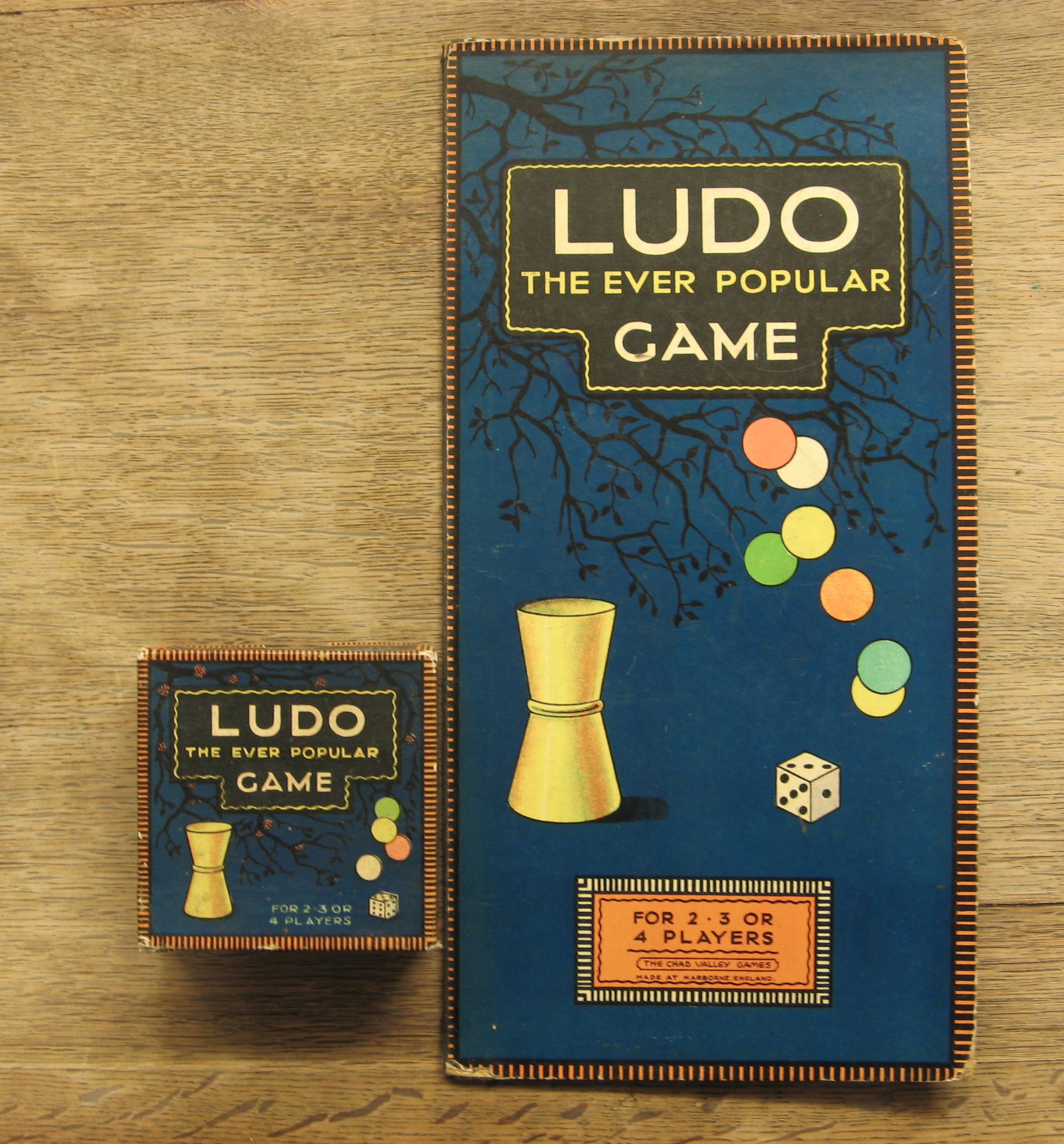
最初に商用的に印刷された版の1つ

元となるゲームであるパチーシは6世紀にインドで考案された。これがカップ付きの立方体のサイコロを使用するように改良され、1896年にイギリスで「ルドー」として特許が取得された。ルドーの起源はヒンズー教の神話であるマハーバーラタ物語にあり、ルドーはパチーシ(Pachisi)やPashaとして知られていた。マハーバーラタ物語は、パーンダヴァ族とカウラヴァ族の2つの家族間の戦争の話である。本当の答えはないが、ルドーはマハーラーシュトラ州の歴史的なエローラ石窟群で発見され、これが神話とこのゲームを結び付けている。Alfred Colierがルドーを発明したという人もいるが、ルドーがアクバル王朝の宮廷から来たことを証明する証拠がある。Colierは1891年にルドーの権利を所有しようとし、自身のルドーを“Royal Ludo”と改名した。Colierはルドーの権利を認められ、自身のバージョンのゲームの複製を他の人に譲渡した。イギリス海軍がルドーを取得し、ボードゲームUckersに変えた。

## ボード
ルドーのボードの特別なエリアは、通常明るい黄、緑、赤、青で塗られている。各プレイヤーには色が割り当てられ、その色のコマが4つある。ボードは通常、十字型のプレイスペースがある正方形であり、十字のそれぞれの「腕」にはマスが3列あり、1列あたり通常6個のマスがある。中央の列には色のついた5つのマスが通常あり、これらはプレイヤーのホーム列を表す。6個目の色付きのマスはプレイヤーのスタートマスである。ボードの中央には大きなフィニッシュマスがあり、多くの場合プレイヤーのホーム列の上にある色付きの三角形で表される（つまり、フィニッシュを示す「矢印」が描かれている）。

## ルール

### 概観

ルドーのボードにおける各色のコマの動きの軌跡

2-4人で遊ぶことができ、パートナーを組まなくてもよい。ゲームの開始時に、各プレイヤーの4つのコマはプレイヤーのコマ置き場（ボードの角にあるプレイヤーの色の大きなエリア）に置かれる。プレイヤーはコマを1つずつそれぞれのスタートマスに置き、ゲームトラック（どのプレイヤーのホーム列にも属さないマスの経路）に沿ってボードの周りを時計回りに移動させる。コマがホーム列の下のマスに到達したら、プレイヤーはコマを列の上のフィニッシュマスまで移動させる。1つのサイコロの出目によりコマの動けるマスが変わるため、フィニッシュマスに入るためにはプレイヤーはぴったりの出目を出す必要がある。最初にすべてのコマをフィニッシュマスに移動させたプレイヤーが勝ちとなる。場合によっては、他の人は2位、3位、4位を決定するためにゲームを続ける。

### 遊び方
各プレイヤーは1つのサイコロを振り、最も高い目が出たプレイヤーからゲームを開始する。プレイヤーは時計回りに交互にターンを行う。コマを自身のコマ置き場からスタートマスに移動するには、プレイヤーはサイコロを振って6を出す必要がある。プレイヤーは6が出るたびにコマ置き場からコマをスタートマスに移動することができる（コマ置き場にコマがないか、コマを6マス進めてない限り）。コマがプレイスペースに出ておらず6以外の目を出した場合には、ターンは次のプレイヤーに移る。
プレイヤーは常にサイコロの出目に応じてコマを移動する。プレイヤーが1つ以上のコマがプレイスペースにあるとき、コマを選択し、サイコロの出目だけトラックに沿って進める。自身のコマが他のプレイヤーのコマと同じマスに止まると、相手のコマはそのコマ置き場に戻される。その相手はコマをコマ置き場から出して再び移動させるためには、再び6を出す必要がある。同じ色の2つのコマと同じマスに止まっていると、「ブロック」が作られる。相手のコマがブロックと同じマスに止まると、そのコマは自身のコマ置き場に戻される。
6の出目を出すとそのターンでプレイヤーはもう1回サイコロを振ることができる。さらにその出目が6だった場合、プレイヤーはさらにもう1回サイコロを振ることができる。3回目の出目も6だった場合には、コマを移動させることはできず、ターンは次のプレイヤーに移る。
プレイヤーのホーム列のマスは相手のコマが入ることができないため常に安全である。ホーム列では、コマを飛び越えることができない。コマが1周したら、プレイヤーはコマをホームの三角形（フィニッシュマス）に乗せるためにぴったりの出目を出す必要がある。

## なお書き
1. ↑  特許番号14636[2]
2. ↑  コマは元々平らな骨の円盤であった[6]。現在は厚紙またはプラスチックである。
3. ↑  2人から4人でプレイし、各々4つのコマを持ち、パートナーシップはない。[7]
4. ↑  フィニッシュマスに入るための出目以上の出目を出した場合には、フィニッシュマスに入ってもよいというルールもある。
5. ↑  フィニッシュマスではなく、ホーム列の4つのマスに4つのコマを並ばせると勝ちとなるルールもある。この場合もぴったりの出目を出さなければならないルールもあれば、ぴったりの出目でなくてもよいというルールもある。
6. ↑  コマが1つも出ていない場合に無条件でコマを1つ出してよいルールや、サイコロを2回以上振ることができるというルールもある。
7. ↑  「ブロック」のルールとして、単に他のコマを追い越すことができないというものもある。
8. ↑  "Should a player throw two sixes in succession, he is allowed a third throw."[8]
9. ↑  前述のようにフィニッシュマスに入るための出目以上の出目を出した場合には、フィニッシュマスに入ってもよいというルールもある。

### 引用
1. ↑  Marin, G. (September 1942). “64. An Ancestor of the Game of 'Ludo.'”. Man 42:  114–115. doi:10.2307/2791716. ISSN 0025-1496. JSTOR 2791716.
2. 1 2  Bell, R. C. (1979). Board and Table Games From Many Civilizations. I (Revised ed.). Dover Publications Inc. p. 12. ISBN 0-671-06030-9
3. ↑  “Pachisi & Ludo – pc games, rules & history”. vegard2.net. 2025年2月7日閲覧。
4. ↑  “The Origin Story - Ludo, the Great Indian Game” (英語). BYJUS Blog. 2024年11月22日閲覧。
5. ↑  Padfield, Peter (1995). War Beneath The Sea. New York, NY: John Wiley & Sons, Inc.. p. 86. ISBN 0-471-24945-9
6. 1 2  Bell (1983), p. 113.
7. 1 2 3  Parlett (1999), p. 49.
8. 1 2 3  Diagram Group (1975), p. 13.
9. 1 2  MacQuaid, Murphy (2021年5月18日). “Ludo Board Game - Rules You Should Know” (英語). Bar Games 101. 2022年10月18日閲覧。
10. ↑  “Ludo Official BSE Rules”. Banglagym.com. 2025年2月7日閲覧。
11. ↑  “New Ludo Rules”. Ludo Culture. 2023年11月24日時点のオリジナルよりアーカイブ。2025年2月7日閲覧。

### 一般的な関連文献
- Bell, R. C. (1983). The Boardgame Book. Exeter Books. ISBN 0-671-06030-9
- Diagram Group (1975). Ruth Midgley. ed. The Way to Play. Paddington Press Ltd. pp. 12–13. ISBN 0-8467-0060-3
- Grunfeld, Frederic V., ed (1975). Games of the World. Holt, Rinehart and Winston. ISBN 0-03-015261-5
- Murray, H. J. R. (1978). A History of Board-Games Other than Chess (Reissued ed.). Hacker Art Books Inc. ISBN 0-87817-211-4
- Parlett, David (1999). The Oxford History of Board Games. Oxford University Press Inc. ISBN 0-19-212998-8

Attribution
- この記事にはアメリカ合衆国内で著作権が消滅した次の百科事典本文を含む: Chisholm, Hugh, ed. (1911). "Petits-Chevaux". Encyclopædia Britannica (英語). Vol. 21 (11th ed.). Cambridge University Press. p. 308.